# الدوري الباراغواياني لكرة القدم 2004
الدوري الباراغواياني لكرة القدم 2004 (بالإسبانية: Campeonato Paraguayo de Fútbol 2004) هو الموسم 94 من الدوري الباراغواياني لكرة القدم. كان عدد الأندية المشاركة فيه 10، وفاز فيه سيرو بورتينيو.